# Rupture du tendon d'Achille
La rupture du tendon d'Achille est un accident consistant en une atteinte du tendon d'Achille reliant le muscle triceps sural au calcanéum et empêchant (ou rendant très douloureuse) l'extension du pied.
Elle peut être partielle ou totale et être le résultat d'un traumatisme ou l'effet secondaire d'un antibiotique de le classe des fluoroquinolones ou, dans une moindre mesure, de la prises de glucocorticoïdes ou de statines.

## Épidémiologie et causes
Le terrain est l'homme de la quarantaine ou de la cinquantaine, avec une augmentation de l'incidence annuelle avec le temps. La rupture est plus rare chez la femme. Elle est deux fois plus fréquente chez le sportif de haut niveau (hommes) que chez l'amateur.
Les activités sportives les plus souvent incriminées sont la course, le football, le basket-ball, le saut et tous les exercices mettant en tension de manière brutale le tendon. La rupture du tendon d'Achille favorise celle du tendon controlatéral.
Un traitement par antibiotique de type fluoroquinolone peut fragiliser le tendon d'Achille et faciliter sa rupture, surtout s'il est associé à un corticoïde. Cet accident reste cependant exceptionnel.

## Mécanisme
La rupture ne se produit pas sur un tendon sain : il existe un remaniement de ce dernier avec une dégénérescence ou des calcifications qui peuvent cependant être totalement asymptomatique.

## Description
La rupture se reconnaît assez facilement lorsqu'elle survient : bruit de déchirement de tissus (audible à quelques mètres parfois), vive douleur au-dessous du mollet, survenant au cours d'un effort concernant la cheville et imposant l'arrêt de ce dernier. Il n'y a que rarement la formation d'une boule due à la désinsertion du triceps sural.
Le diagnostic est théoriquement relativement simple : l'examen se fait de manière comparative des deux côtés. Il peut exister une sensation de dépression au niveau du tendon atteint, avec parfois une ecchymose. Le test de Thompson est positif (allongé sur le ventre, absence d'extension du pied à la pression manuelle du mollet) avec une très bonne sensibilité et spécificité. Les sources de diagnostic erroné existent : la capacité d'exercer une pression dynamique de l'avant du pied et l'échographie peuvent conduire à diagnostiquer une rupture partielle. L'imagerie par résonance magnétique est, en règle, inutile pour faire le diagnostic et son apport concerne uniquement la stratégie de prise en charge. Cependant, dans environ un cas sur cinq, le diagnostic n'est pas fait.

## Diagnostic différentiel
D'autres maladies peuvent donner des douleurs à l'arrière de la cheville :
- la tendinite achilléenne ;
- la bursite rétrocalcanéenne ;
- une lésion du muscle plantaire, inconstant et qui s'insère à la face postérieur du calcanéum, à proximité immédiate du tendon d'Achille.

L'un des problèmes les plus courants est de distinguer une rupture partielle d'une simple tendinite. L'IRM est peu utile dans ces cas et l'échographie est plus utile dans cette indication.

## Traitement
La prise en charge des ruptures du tendon d'Achille a fait l'objet de la publication de recommandations par l'« American Academy of Orthopaedic Surgeons » datant de 2009.
L'immobilisation du membre et la prise d'antalgiques restent les principes de bases à la survenue de la rupture.
Une fois rompu, il existe trois techniques principales de réparation d'un tendon d'Achille : la technique orthopédique (immobilisation par plâtrage), la chirurgie classique et la chirurgie dite « mini-invasive » ou percutanée. Les résultats des deux types de chirurgie sont comparables mais la satisfaction du patient est supérieure avec une technique mini-invasive et il y a moins de complications infectieuses superficielles. Le résultat est parfois imparfait, avec une gêne fonctionnelle persistante. L'amélioration se situe essentiellement durant la première année et devient faible par la suite. 
Quelle que soit l'option thérapeutique choisie, le risque de survenue d'une phlébite est important. 

### La technique orthopédique
L'ancien protocole consistait à plâtrer l'articulation de la cheville jusqu'au-dessous du genou, en deux plâtres consécutifs. Le premier en position d'équin (pointe de pied tendue, de manière à rapprocher les deux extrémités du tendon en diminuant sa tension pour permettre une cicatrisation facilitée), puis le second à 90°. Aujourd'hui, les deux plâtres sont beaucoup moins utilisés, remplacés par une botte orthopédique réglable avec un angle choisi (en équin, à 90° ou dans des positions intermédiaires). Il existe des bottes inertes, gonflables ou fonctionnant sur le principe du sous-vide (cette dernière contrarie moins le retour veineux)
Non chirurgicale, cette technique a néanmoins l'inconvénient de durer plus longtemps, de nécessiter une plus longue kinésithérapie et d'avoir le taux de récidive plus élevé par rapport aux autres techniques. Les résultats à long terme sont toutefois équivalents à ceux de la chirurgie et cette méthode est à privilégier chez les personnes peu actives ou pour lesquelles le risque opératoire est considéré comme non négligeable.

### La technique chirurgicale classique
Elle consiste, après ouverture sur 10 à 15 centimètres, à recoudre les deux parties du tendon. 
Cette technique est celle qui a le plus faible taux de récidive (environ 1 %), mais elle est néanmoins soumise à un risque post-opératoire non négligeable. Une botte réglable en équin puis à 90° est parfois utilisée pour améliorer les suites opératoires, en lieu et place du plâtre pour lequel l'atrophie musculaire et l'inconfort sont les principaux inconvénients.

### La technique percutanée type «ténolig»
Elle consiste à effectuer deux petites incisions en partie basse de la cheville, par lesquelles le chirurgien fait passer deux aiguilles pour mettre en place des petits harpons attachés chacun à un fil, retendus vers le bas pour rapprocher la partie haute du tendon de la partie restée en bas, puis bloqués. Les fils peuvent être synthétiques et retirés par le chirurgien après environ 6 semaines, ou être résorbables.
Cette technique a l'avantage d'un taux de récidive faible (proche de 2 %) et d'une intervention légère, généralement ambulatoire. Elle présente un risque post-opératoire plus faible que la technique classique. Elle doit s'appliquer dans les huit jours après la rupture.
Le choix entre ces diverses techniques peut être fait en règle générale par le malade, hormis si la rupture est particulièrement proche de l'os, est ancienne, ou divers cas particuliers selon le diagnostic du chirurgien.

### Autre technique percutanée, type «Achilon»
Cette technique chirurgicale a été développée avec des résultats encourageants. Une incision de 3 cm est faite au niveau du tendon d'Achille puis un instrument est inséré sous la peau. Des longues aiguilles avec fils sont alors passées à travers la peau et chaque partie du tendon rompue. Cette technique a l'avantage d'une incision minime et surtout d'une bonne visualisation du tendon. En effet, d'autres techniques de sutures percutanées ne permettent pas de voir le tendon et donc de s'assurer de l'efficacité de la suture. Il est important de savoir qu'un des problèmes principaux de la suture dite "classique" avec longue incision est que, lors de la cicatrisation, des adhérences peuvent se former entre la peau et le tendon, rendant la rééducation difficile et parfois douloureuse, d'où l'intérêt d'une incision minime. Cette technique, souvent utilisée pour des sportifs d'élite, fonctionne bien. 

### Autre technique percutanée, type « Suturach »
C'est une technique de suture du tendon identique à la suture chirurgicale, mais qui se fait sans ouvrir la peau  . Une grande aiguille courbe spéciale permet de faire toute la suture par six points d'entrée percutanés. Le nœud final est enfoui sous la peau. Le fil utilisé peut être résorbable. Une immobilisation en équin est faite pendant trois semaines sans appui puis une autre immobilisation est faite avec le pied proche de 90° pendant encore trois semaines avec appui. Une rééducation est ensuite commencée. Cette technique permet une suture solide sans avoir les inconvénients de l'incision chirurgicale.

### Rééducation
Celle-ci est lente et progressive, et doit être prudente, afin d'éviter au maximum le risque de récidive. Pour cela, la botte orthopédique réglable permet une reprise progressive de la tension habituelle du tendon d'Achille avec précaution. L'appui peut être autorisé dès la deuxième semaine dans les meilleurs cas.
Le patient pourra reprendre une marche correcte (parfois accompagnée de boitement) au bout de 3 mois et ne peut pas espérer la reprise du sport avant - au mieux - 6 mois, à moins de pratiquer une activité physique ne sollicitant pas ou peu le tendon (natation sauf brasse, ergomètre à bras, etc.)[réf. nécessaire]. Le taux de reprise du sport dans les mois ou années qui suivent la rupture (opérée ou non, partielle ou totale) est de 70 à 80 %.